# Jiří Hudec sr.
Jiří Hudec sr. (Brno, Moravië, 31 augustus 1923 – aldaar, 28 juli 1996) was een Tsjechisch componist, dirigent en organist.

## Levensloop
Hudec studeerde orgel en compositie aan het Státní konzervatori v Brne (Staatsconservatorium) te Brno en privé piano. Aan de Janáček Akademie van muzikale Kunsten studeerde hij ook nog dirigeren. Van 1952 tot 1972 was hij dirigent van het Symfonieorkest van de Tsjechische omroep studio Brno. Zijn grote verdienste was de promotie van het repertoire van de Moravische en Slowaakse componisten in de radio-uitzendingen. 
Zijn composities zijn vaak gebaseerd op de folklore en de liederen uit de Moravische regio. Zijn meeste werken zijn voor strijkorkest, maar meerdere ook voor harmonieorkest.
 
Zijn gelijknamige zoon is een bekend contrabassist, professor aan de Praagse muziekakademie en lid van het Tsjechisch Philharmonisch Orkest.

## Composities

### Werken voor orkest
- 1970 Poetická polka
- 1972 Malé finale, melodram
- 1973 Quasi gallop
- 1979 Kaleidoskop, Ouverture
- 1980 Uspávanka pro Martinku, voor altviool en orkest
- 1980 Zpod Javoriny, dans fantasie op Moravische thema's
- 1981 Humoreska
- 1982 Lyrické intermezzo
- 1983 Polka in g klein
- 1986 Koncertní valčík, wals
- 1986 Podzimní meditace
- 1986 Tempo-tempo, galop
- 1988 Scherzo in E
- 1989 Příhoda z léta
- Burleska, voor contrabas en orkest
- Obrázky z dovolené, suite voor orkest

### Werken voor harmonieorkest
- 1973 Dupák, Tsjechische dans
- 1973 Pestrá paleta, ouverture
- Drei Schnapsgläser
- Moravské intermezzo

- Gemeinsame Normdatei: 1089867611
- International Standard Name Identifier: 0000 0000 5550 1882
- Library of Congress Control Number: n87101665
- Nationale Bibliotheek van Letland: 000331388
- MusicBrainz: 13668c82-1210-4d71-81f7-14b355f28e99
- Nationale Bibliotheek van Tsjechië: ola200202526
- Nationale Bibliotheek van Polen: a0000002653879
- Système universitaire de documentation: 080826873
- Virtual International Authority File: 13815901
- WorldCat: E39PBJmDjY93cfpmwGpmgcCRKd